# Meteorus hepiali
Meteorus hepiali är en stekelart som beskrevs av Wang 1984. Meteorus hepiali ingår i släktet Meteorus och familjen bracksteklar. Inga underarter finns listade i Catalogue of Life.